# Espai Europeu d'Ensenyament Superior

Espai Europeu d'Ensenyament Superior

L'Espai Europeu d'Ensenyament Superior (EEES), altrament conegut com a Espai Europeu d'Educació Superior (EEES), és el marc educatiu europeu i de qualitat creat a partir de la Declaració de Bolonya amb la finalitat de fomentar el creixement econòmic d'Europa, la seva competitivitat internacional i la seva cohesió social a través de l'educació i la formació dels ciutadans al llarg de la seva vida i mobilitat.

## Història
Des de 2020, l'EEES està integrat per un total de 49 estats participants, inclosos els 27 estats de la Unió Europea i d'altres com Rússia o Turquia. Els estats que es troben dins de l'EEES són:
- Des de 1999: Alemanya, Àustria, Bèlgica, Bulgària, Dinamarca, Eslovàquia, Eslovènia, Espanya, Estònia, Finlàndia, França, Grècia, Hongria, Irlanda, Islàndia, Itàlia, Letònia, Lituània, Luxemburg, Malta, Noruega, Països Baixos, Polònia, Portugal, Regne Unit, República Txeca, Romania, Suècia, Suïssa
- Des de 2001: Croàcia, Xipre, Liechtenstein, Turquia
- Des de 2003: Albània, Andorra, Bòsnia i Hercegovina, Rússia, el Vaticà, Sèrbia, Macedònia del Nord
- Des de 2005: Armènia, Azerbaidjan, Geòrgia, Moldàvia, Ucraïna
- Des de 2007: Montenegro
- Des de 2010: Kazakhstan
- Des de 2015: Belarús
- Des de 2020: San Marino

Mònaco és l'únic membre del Consell d'Europa que no s'ha integrat a l'EEES. Altres estats i territoris han sol·licitat en va incorporar-se al Procés de Bolonya. En concret Israel, Kirguizstan, Kosovo i la República Turca de Xipre del Nord.

### Declaracions
Al llarg dels anys s'han signat diversos acords internacionals amb l'objectiu de cristal·litzar l'EEES. Tot i que el primer tractat fou la Declaració de la Sorbona de 1998, no fou fins a l'any següent que, amb la Declaració de Bolonya, s'estipulà la creació de l'EEES.
- Declaració de la Sorbona (1998)
- Declaració de Bolonya (1999)
- Comunicat de Praga (2001)
- Comunicat de Berlín (2003)
- Comunicat de Bergen (2005)
- Comunicat de Londres (2007)
- Declaració del Fòrum de política Bolonya de 2009
- Comunicat de Louvain-la-Neuve (2009)
- Declaració de Budapest/Viena (2010)
- Estratègia de Mobilitat 2020 per l'EEES
- Declaració del Fòrum de política de Bolonya de 2012
- Declaració de Bucarest (2012)

## Objectius
Els objectius estratègics de l'EEES se centren en:
1. Implantació d'un sistema fàcilment comprensible i comparable de titulacions.
2. Adopció d'un sistema d'acumulació i transferència de crèdits que afavoreixi la mobilitat (crèdits ECTS).[4]
3. Promoció de la cooperació europea en matèria de garantia de la qualitat i desenvolupament de criteris i metodologies comparables.
4. Impuls de mobilitat d'estudiants, professors i personal administratiu de les universitats i altres institucions d'educació superior europees (programa Erasmus).
5. Foment de la dimensió europea en l'educació superior com condició necessària per a l'assoliment dels objectius de l'EEES.

A més a més, es crearà el suplement europeu al títol que consisteix en un document personal per a cada titulat que afegeix informació al títol, mitjançant una descripció de la seva naturalesa, nivell, context i contingut. L'objectiu del suplement és el d'incrementar la transparència de les diverses titulacions impartides a Europa i facilitar el seu reconeixement acadèmic i professional per les institucions.

## Estructura
El sistema, pres del model anglosaxó, es basa en dos nivells i tres cicles: grau i postgrau. Així doncs, per exemple, el sistema de diplomatures i llicenciatures espanyoles queda suprimit. Tots els estats de l'Espai Europeu d'Ensenyament Superior han adoptat l'anomenat model "3+2" (bàtxelor de 3 anys, màster de 2 anys), excepte Xipre, Turquia, Eslovènia i Espanya, que són els únics quatre estats del continent on s'imparteixen primers cicles universitaris de quatre anys de durada.

### Estudis de grau
Els estudis de grau (a Europa, bàtxelor) són els ensenyaments de primer cicle i tenen per objectiu aconseguir una formació acadèmica i professional dels estudiants que els capaciti tant per incorporar-se a l'àmbit laboral europeu com per prosseguir la seva formació en el postgrau. El nombre total de crèdits necessaris per obtenir el grau (a Europa, bàtxelor) està comprès entre 180 i 240 crèdits ECTS, el que vindria a ser, o bé 3, o bé 4 anys. No obstant això, a l'estat espanyol encara hi pot haver carreres que queden fora d'aquest nombre de crèdits, sent major en Medicina, Farmàcia, Veterinària, Arquitectura, Infermeria, Dret i altres.

### Estudis de postgrau
Els estudis de postgrau són el segon nivell dels estudis universitaris i comprèn dos cicles: 
- Formació avançada per l'obtenció del títol de màster.
- Formació investigadora per l'obtenció del títol de doctorat.

Per accedir al títol de doctorat calen almenys 300 crèdits de grau i postgrau (màster). L'oferta de màsters i doctorats ve determinada per cada universitat.

## Procediment
El procediment de convergència cap a l'EEES es coneix com a Procés de Bolonya i s'articula en 2 fases:
- (1999-2007) Establiment d'un mapa de titulacions que renovi l'actual catàleg mitjançant l'elaboració de les directrius generals pròpies de cada titulació.
- (2007-2010) Implantació dels nous plans d'estudi.